# مو هاورد
موزيس هاري هورويتز (بالإنجليزية: Moe Howard) (19 يونيو 1897 - 4 مايو 1975)، معروف مهنيا باسم مو هوارد، ممثل وكوميدي أمريكي عرف كقائد الفعلي لفريق الكوميدي الهزلي المهرجون الثلاثة، الذي لعب دور البطولة في الصور المتحركة والتلفزيون لمدة أربعة عقود.
بدأت الفرقة باسم "تيد هيلي وأتباعه"، وهو عرضٌ جاب مسارح الفودفيل. ابتكر "مو" تسريحة شعره المميزة في صغره، حيث كان يقص تجعيدات شعره بمقص، مما أدى إلى شكل غير منتظم يُشبه قصة الشعر الدائرية (تسريحة الوعاء).

## روابط خارجية
- بال مو من قبل بوب بيرنيت (يضم رسائل وصور نادرة مو هوارد في المنزل)
- مو هاورد على موقع IMDb (الإنجليزية)
- مو هاورد على موقع الموسوعة البريطانية (الإنجليزية)
- مو هاورد على موقع ألو سيني (الفرنسية)
- مو هاورد على موقع تيرنر كلاسيك موفيز (الإنجليزية)
- مو هاورد على موقع أول موفي (الإنجليزية)
- مو هاورد على موقع قاعدة بيانات برودواي على الإنترنت (الإنجليزية)
- مو هاورد على موقع قاعدة بيانات برودواي على الإنترنت (الإنجليزية)
- مو هاورد على موقع قاعدة بيانات الأفلام السويدية (السويدية)
- مو هاورد على موقع إن إن دي بي (الإنجليزية)
- مو هاورد على موقع قاعدة بيانات الفيلم (الإنجليزية)
- مو هوارد مقابلة صوتية مع ريتشارد لامبارسكي
- مو هوارد مقابلة الصوتية